# Jan Alinč
Jan Alinč (* 27. května 1972 Louny) je bývalý český hokejový útočník, odchovanec lounského hokeje, hráč Mostu, Ústí nad Labem, Slavie Praha a především Litvínova. V roce 1994 byl členem mužstva, které obsadilo na olympijských hrách v Lillehammeru páté místo.

## Život

### Kariéra
Jan Alinč je odchovanec Slovanu Louny. Začínal tam ještě v době, kdy zimní stadion nebyl krytý a hodně mu s hokejem pomáhal jeho otec. Potom nastoupil do Litvínova, kde získal v letech 1991 a 1996 v nejvyšší soutěži stříbrné medaile. Chválil si tam asistenta trenéra Josefa Beránka a trenéra Ivana Hlinku, který pro něj hodně udělal a vzal ho i do týmu na olympiádu v Norsku v roce 1994, kde tým Česka skončil na pátém místě. Během své kariéry hrál i v zahraničních klubech a byl draftovaný také do NHL, ale trenér Hlinka ho tehdy nepustil. Se svou kariérou byl zpětně celkově spokojený a byl za ni rád. Závěr kariéry strávil v prvoligovém Mostě. Ten však po sestupu do druhé ligy, kdy hrál ve Slaném, v závěru roku 2017 ze soutěže odstoupil. Alinč, který zde působil spíše jako hrající trenér, poté zůstal bez angažmá, a nakonec ve svých 46 letech oznámil v březnu 2019 definitivní konec aktivní kariéry.

### Osobní život
Alinč má rodinu a děti a bydlí na venkově na Lounsku. Kromě aktivní kariéry hokejisty se zajímá už od mládí i o motorismus.
Dne 6. května 2019, nedlouho po oznámení definitivního konce kariéry, si přivodil během tréninkového zápasu v inline hokeji s kamarády vážný úraz, když narazil hlavou na mantinel a poranil si vážně páteř. Do jedné z pražských nemocnic ho potom transportoval vrtulník. Dva měsíce po úrazu byl Alinč stále ve vážném stavu a nebyl schopen komunikace.

## Statistiky

### Klubové statistiky
| Sezóna        | Klub                       | Soutěž        |     | Základní část | Základní část | Základní část | Základní část | Základní část |    | Play off | Play off | Play off | Play off | Play off |
| Sezóna        | Klub                       | Soutěž        | Z   | G             | A             | B             | TM            | Z             | G  | A        | B        | TM       |          |          |
| 1990-91       | HC CHZ Litvínov            | ČSHL          | 7   | 1             | 1             | 2             | —             | 4             | 1  | 0        | 1        | —        |          |          |
| 1991-92       | HC Chemopetrol Litvínov    | ČSHL          | 36  | 16            | 12            | 38            | 24            | 9             | 5  | 4        | 9        | —        |          |          |
| 1992-93       | HC Chemopetrol Litvínov    | ČSHL          | 36  | 16            | 13            | 29            | —             | —             | —  | —        | —        | —        |          |          |
| 1993-94       | HC Chemopetrol Litvínov    | ČHL           | 36  | 16            | 25            | 41            | —             | —             | —  | —        | —        | —        |          |          |
| 1994-95       | HC Chemopetrol Litvínov    | ČHL           | 42  | 16            | 32            | 48            | 50            | —             | —  | —        | —        | —        |          |          |
| 1995-96       | HC Chemopetrol Litvínov    | ČHL           | 38  | 15            | 30            | 45            | 98            | 16            | 2  | 7        | 9        | 10       |          |          |
| 1996-97       | Ässät Pori                 | SM-l          | 47  | 9             | 16            | 25            | 16            | 4             | 0  | 4        | 4        | 2        |          |          |
| 1997-98       | Ässät Pori                 | SM-l          | 15  | 2             | 8             | 10            | 10            | —             | —  | —        | —        | —        |          |          |
| 1997-98       | HC Chemopetrol Litvínov    | ČHL           | 34  | 13            | 22            | 35            | 20            | —             | —  | —        | —        | —        |          |          |
| 1998-99       | MODO Hockey                | SEL           | 48  | 7             | 11            | 18            | 22            | 9             | 1  | 0        | 1        | —        |          |          |
| 1999-00       | HC Chemopetrol Litvínov    | ČHL           | 48  | 19            | 15            | 34            | 74            | 6             | 0  | 1        | 1        | 25       |          |          |
| 2000-01       | HC Slavia Praha            | ČHL           | 44  | 12            | 35            | 47            | 18            | 11            | 1  | 6        | 7        | —        |          |          |
| 2001-02       | HC Becherovka Karlovy Vary | ČHL           | 33  | 9             | 18            | 27            | 18            | —             | —  | —        | —        | —        |          |          |
| 2001-02       | HC Slavia Praha            | ČHL           | 12  | 1             | 6             | 7             | 45            | —             | —  | —        | —        | —        |          |          |
| 2002-03       | HC Chemopetrol Litvínov    | ČHL           | 37  | 5             | 13            | 18            | 22            | —             | —  | —        | —        | —        |          |          |
| 2002-03       | HC Energie Karlovy Vary    | ČHL           | 8   | 0             | 4             | 4             | 4             | —             | —  | —        | —        | —        |          |          |
| 2003-04       | HC Energie Karlovy Vary    | ČHL           | 48  | 11            | 11            | 22            | 46            | —             | —  | —        | —        | —        |          |          |
| 2004-05       | HC Energie Karlovy Vary    | ČHL           | 47  | 10            | 14            | 24            | 42            | —             | —  | —        | —        | —        |          |          |
| 2005-06       | Kölner Haie                | DEL           | 5   | 3             | 0             | 3             | 6             | 9             | 2  | 4        | 6        | 4        |          |          |
| 2005-06       | HC Energie Karlovy Vary    | ČHL           | 37  | 10            | 11            | 21            | 40            | —             | —  | —        | —        | —        |          |          |
| 2006-07       | Krefeld Pinguine           | DEL           | 36  | 13            | 33            | 46            | 34            | —             | —  | —        | —        | —        |          |          |
| 2007-08       | Krefeld Pinguine           | DEL           | 47  | 17            | 37            | 54            | 40            | —             | —  | —        | —        | —        |          |          |
| 2008-09       | EV Duisburg Die Füchse     | DEL           | 45  | 15            | 18            | 33            | 70            | —             | —  | —        | —        | —        |          |          |
| 2009-10       | HC Slovan Ústečtí Lvi      | 1.ČHL         | 42  | 14            | 27            | 41            | 41            | 17            | 3  | 14       | 17       | 6        |          |          |
| 2010-11       | HC Slovan Ústečtí Lvi      | 1.ČHL         | 32  | 7             | 18            | 25            | 28            | 21            | 4  | 8        | 12       | 10       |          |          |
| 2011-12       | HC Slovan Ústečtí Lvi      | 1.ČHL         | 26  | 9             | 21            | 30            | 6             | 11            | 2  | 14       | 16       | 4        |          |          |
| 2011-12       | HC Slavia Praha            | ČHL           | 22  | 5             | 11            | 16            | 14            | —             | —  | —        | —        | —        |          |          |
| 2012-13       | HC Slavia Praha            | ČHL           | 48  | 2             | 18            | 20            | 12            | 11            | 1  | 2        | 3        | 0        |          |          |
| 2013-14       | HC Slovan Ústečtí Lvi      | 1.ČHL         | 34  | 4             | 18            | 22            | 12            | 8*            | 0* | 3*       | 3*       | 9*       |          |          |
| 2014-15       | HC Most                    | 1.ČHL         | 45  | 2             | 20            | 22            | 32            | 3*            | 1* | 1*       | 2*       | 0*       |          |          |
| 2015-16       | HC Most                    | 1.ČHL         | 33  | 8             | 19            | 27            | 20            | 6*            | 1* | 5*       | 6*       | 0*       |          |          |
| 2016-17       | HC Most                    | 1.ČHL         | 38  | 2             | 12            | 14            | 26            | 5*            | 1* | 3*       | 4*       | 2*       |          |          |
| 2017-18       | HC Most                    | 2.ČHL         | 12  | 3             | 10            | 13            | 4             | —             | —  | —        | —        | —        |          |          |
| Celkem v ČHL  | Celkem v ČHL               | Celkem v ČHL  | 617 | 181           | 301           | 492           | 527           | 57            | 10 | 20       | 30       | 10       |          |          |
| Celkem v SM-l | Celkem v SM-l              | Celkem v SM-l | 62  | 11            | 24            | 35            | 26            | 4             | 0  | 4        | 4        | 2        |          |          |
| Celkem v SEL  | Celkem v SEL               | Celkem v SEL  | 48  | 7             | 11            | 18            | 22            | 9             | 1  | 0        | 1        | 0        |          |          |
| Celkem v DEL  | Celkem v DEL               | Celkem v DEL  | 133 | 48            | 88            | 136           | 150           | 9             | 2  | 4        | 6        | 4        |          |          |

* V sezóně 2013/14 se Ústí nad Labem účastnilo play-out první ligy a v sezónách 2014/15, 2015/16 a 2016/17 se Most účastnil play-out první ligy.

### Reprezentace
| Rok                       | Tým                       | Soutěž                    | Z  | G | A | B  | TM |
| ------------------------- | ------------------------- | ------------------------- | -- | - | - | -- | -- |
| 1990                      | Československo 18         | MEJ                       | 6  | 7 | 3 | 10 | 10 |
| 1992                      | Československo 20         | MSJ                       | 7  | 0 | 0 | 0  | 0  |
| 1994                      | Česko                     | OH                        | 6  | 2 | 0 | 2  | 4  |
| Juniorská kariéra celkově | Juniorská kariéra celkově | Juniorská kariéra celkově | 13 | 7 | 3 | 10 | 10 |
| Seniorská kariéra celkově | Seniorská kariéra celkově | Seniorská kariéra celkově | 6  | 2 | 0 | 2  | 4  |